# XBIZ Award for Best Actress - Parody Release
L'XBIZ Award for Best Actress - Parody Release è un premio pornografico assegnato all'attrice votata come migliore in una scena parodia dalla XBIZ, l'ente che assegna gli XBIZ Awards, uno dei maggiori premi del settore.
Come per gli altri premi, viene assegnato nel corso di una cerimonia che si svolge a Los Angeles, solitamente nel mese di gennaio, tra il 2013 e il 2017, salvo poi esser sostituito l'anno successivo dal Best Actress - Comedy Movie.

## Vincitrici

### Anni 2010
| Anno | Vincitrice    | Titolo                               |
| ---- | ------------- | ------------------------------------ |
| 2013 | Allie Haze    | Star Wars XXX: A Porn Parody         |
| 2014 | Riley Reid    | Grease XXX: A Parody                 |
| 2015 | Jessica Drake | Snow White XXX: An Axel Braun Parody |
| 2016 | Riley Steele  | Barbarella XXX: An Axel Braun Parody |
| 2017 | Abigail Mac   | True Detective XXX                   |